# Palicourea anceps
Palicourea anceps är en måreväxtart som beskrevs av Paul Carpenter Standley. Palicourea anceps ingår i släktet Palicourea och familjen måreväxter. Inga underarter finns listade i Catalogue of Life.